# Hirasea major
Hirasea major е вид коремоного от семейство Endodontidae.

## Разпространение
Видът е разпространен в Япония (Бонински острови).